# Pedicularis transversa
Pedicularis transversa är en snyltrotsväxtart som beskrevs av Zh. Baimukhambetova. Pedicularis transversa ingår i släktet spiror, och familjen snyltrotsväxter. Inga underarter finns listade i Catalogue of Life.